# مریم السادات هاشمی
مریم السادات هاشمی (زاده ۱۹ بهمن ۱۳۵۴ در تهران) مربی تیم ملی والیبال زنان است.
وی توانسته مقام چهارم باشگاه آسیا سال ۱۴۰۱ کشور تایلند را کسب کند.

## افتخارات مربی گری
- مسابقات کارمندان استان البرز
- مربیگری درجه ۳ بسکتبال
- مربیگری درجه ۳ پرورش اندام
- مربیگری درجه ۳ آمادگی جسمانی
- مربی تیم والیبال بانوان سایپا و کسب عنوان قهرمانی سوپر لیگ ۱۳۹۹
- مربی تیم والیبال بانوان سایپا و کسب عنوان نایب قهرمانی سوپر لیگ ۱۴۰۰
- مربی تیم والیبال بانوان سایپا و کسب عنوان سومی سوپر لیگ بانوان
- سرمربی تیم‌های سوپر لیگ ۱۵ سال بازیکن ملی والیبال عصو کمیته آموزش فدراسیون مربی بین‌المللی والیبال
- سرمربی تیم‌های ملی بزرگسالان و امیدها